# 迎宾馆赤坂离宫
35°40′48″N 139°43′43″E / 35.68000°N 139.72861°E
迎賓館赤坂離宮（日语：／ Geihinkan Akasaka rikyū */?），也稱赤坂迎賓館、或逕稱為迎賓館，是位於日本東京都港區元赤坂二丁目1番1號的宮殿建築，建於1909年，當時做為東宮御所（皇太子住所），後來改稱「赤坂離宮」；二战后日本皇室將此讓出予政府，再於1967年改為日本的國家迎賓館至今。

## 歷史
赤坂迎賓館原为旧東宮御所，皇太子嘉仁親王、即日後的大正天皇登基後改稱為「赤坂離宮」。旧東宮御所建于1909年（明治42年），是由宮廷建築家片山東熊所設計，宮殿採用當時風靡全球的歐陸風格，再融入日本傳统特色，如正面玄關屋頂的裝飾、屋頂的設計，是該時期日本建築的代表作。建成之初的旧東宮御所有獨立的發電機以提供電力，支持着整個宮殿內的电燈、电暖氣機的負荷。被旧東宮御所使用過的家具目前有一部分仍保留在明治村博物館。
第二次世界大战后，日本皇室將赤坂離宮讓出予政府。這段時期赤坂離宮曾經被日本国立国会图书馆、法務廳法制意見長官、裁判官弹劾裁判所、内閣憲法調查会、東京奥运会組織委員会等机构使用。
1967年，日本政府决定将旧赤坂離宮改造为迎宾馆，至1974年3月完成，包括本馆与和風別館，分別由村野藤吾、谷口吉郎負責設計。2006年至2008年，赤坂迎賓館进行大規模改造。2009年12月8日，赤坂迎賓館以「舊東宮御所（迎賓館赤坂離宮）」名稱指定为日本国宝。
2016年起為促進觀光，迎宾馆赤坂离宫的本館及庭園在白天免預約開放參觀，和風別館則需網路預約才可參觀，參觀者需支付參觀費，週三及接見國賓時會暫停開放。
內閣總理大臣與外國元首的會談，大多改到港區麻布台一丁目的外務省飯倉公館進行。

## 主樓
迎賓館赤坂離宮正門屋頂的裝飾和內部圖案，象徵著日本在保留自己的文化的同時，也向西化和繁榮和軍事實力邁進的證明，其建築全體為西洋宮殿建築的同時，也在青綠色屋頂和花崗岩外壁中加入大量與日式盔甲型裝飾和菊花徽章的裝飾，作為以表達天皇實為「武勲之者」的印象，建築物格局設計也參考了英國的白金漢宮和法國的凡爾賽宮。與維也納的霍夫堡宮有著相似之處 。

此外，在當時建設時電力稀缺的日本，迎宾馆赤坂离宫也安裝了英國製造的私人發電機以供應電力，並安裝了由美國製造，具有自動溫度控制功能的供暖系統。然而這個取暖器並沒有正常工作，導致房間溫度忽高忽低，經常造成很大的麻煩。此外由於西歐風格的磚石建築不適合日本炎熱潮濕的氣候，因此從晚春到初秋，據天氣情況，都會令宮內的室內濕度顯著上升，即使有暖氣也沒有空調，從而導致迎賓館赤坂離宮的宜居性非常低。為了解決這個問題，片山德間曾計劃安裝一台電動除濕機，但最終並沒有實施。
皇宮剛建成時，曾安置一些日本製造的家具，如掛毯，但大部分家具如椅子，都是從德國和法國進口的。部分建築物的家具現在保存在博物館明治村展示。在1974年（昭和49年）整修期間，迎宾馆赤坂离宫也安裝了供貴賓使用的鍍金電梯。

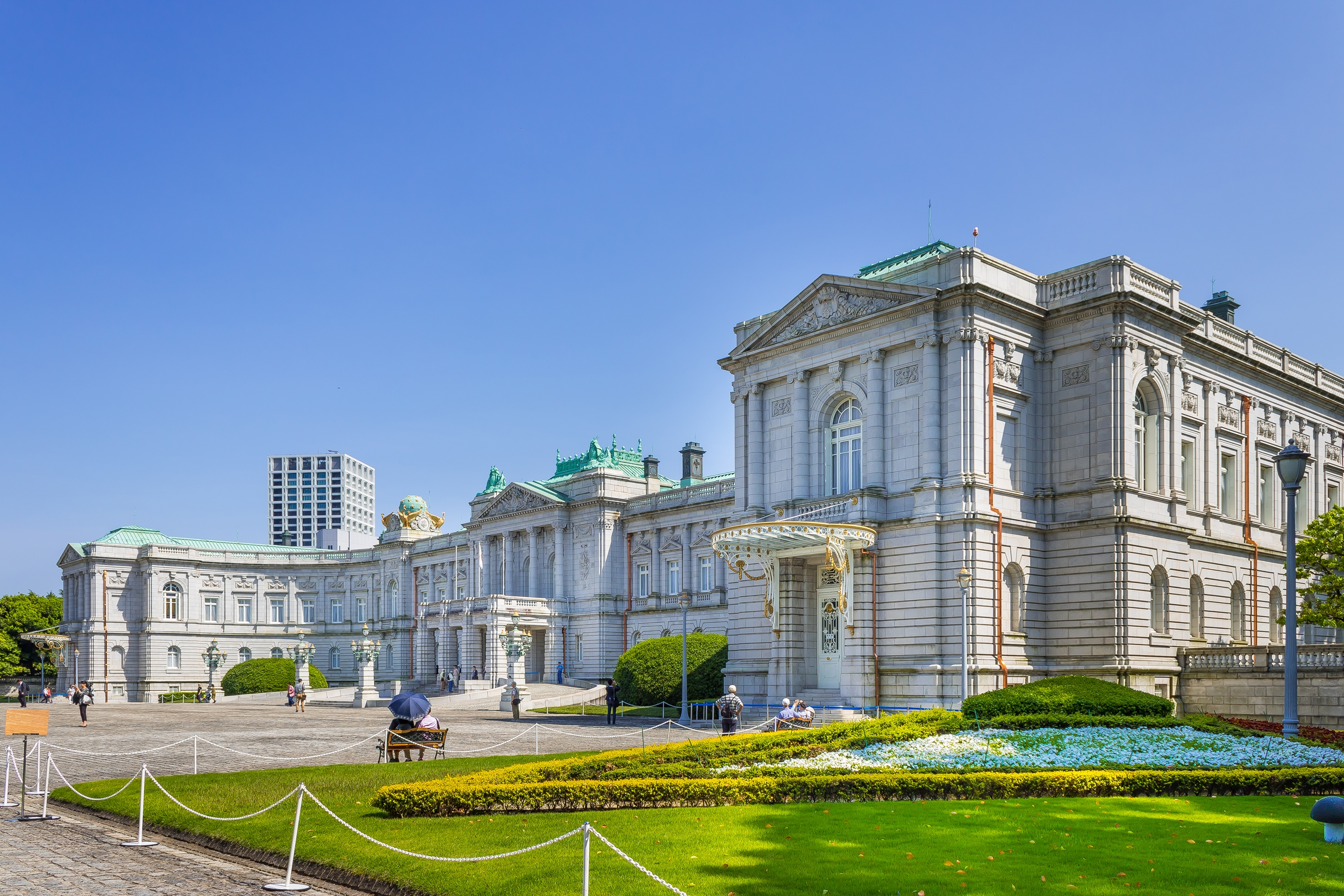
前庭
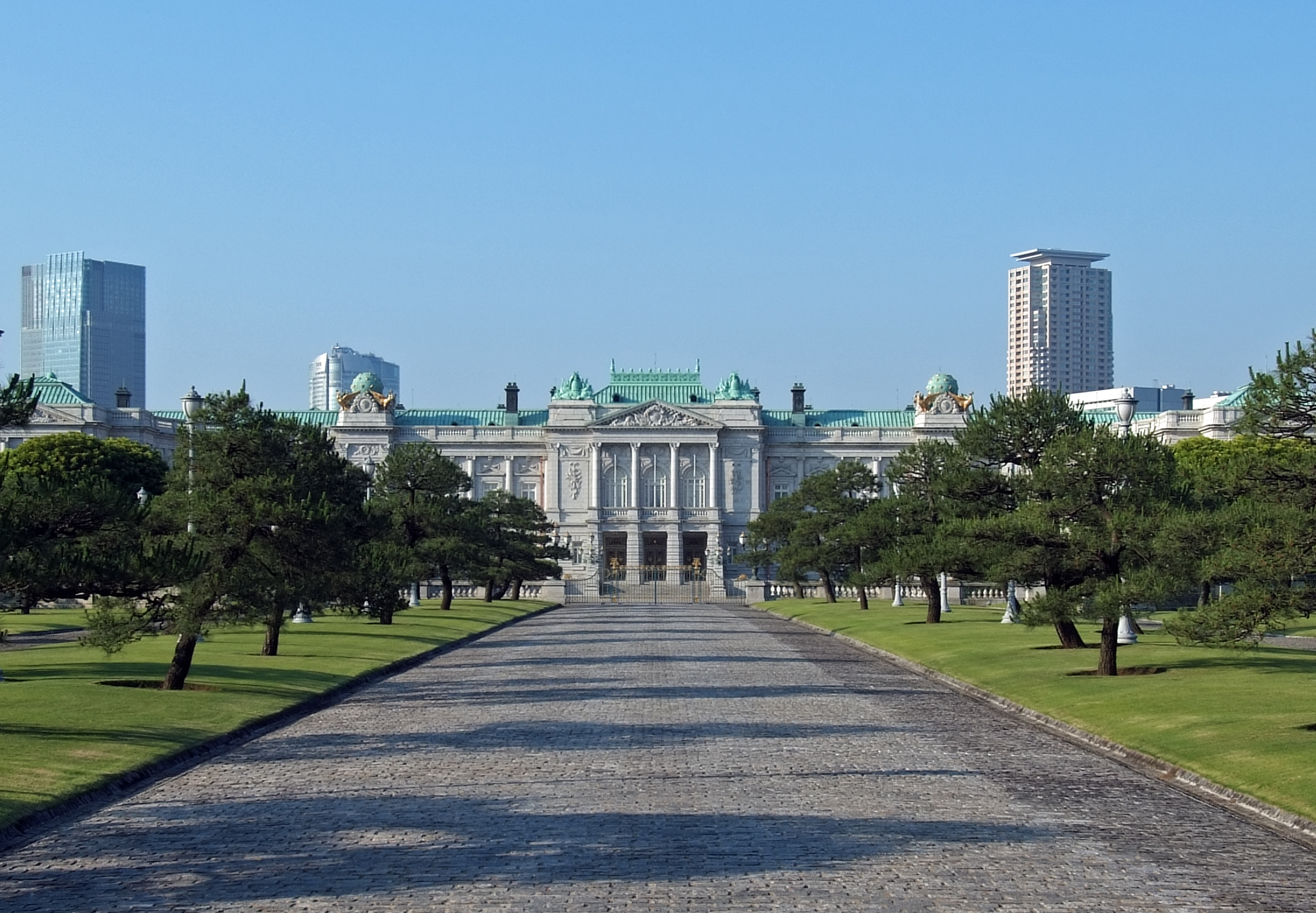
正面玄關
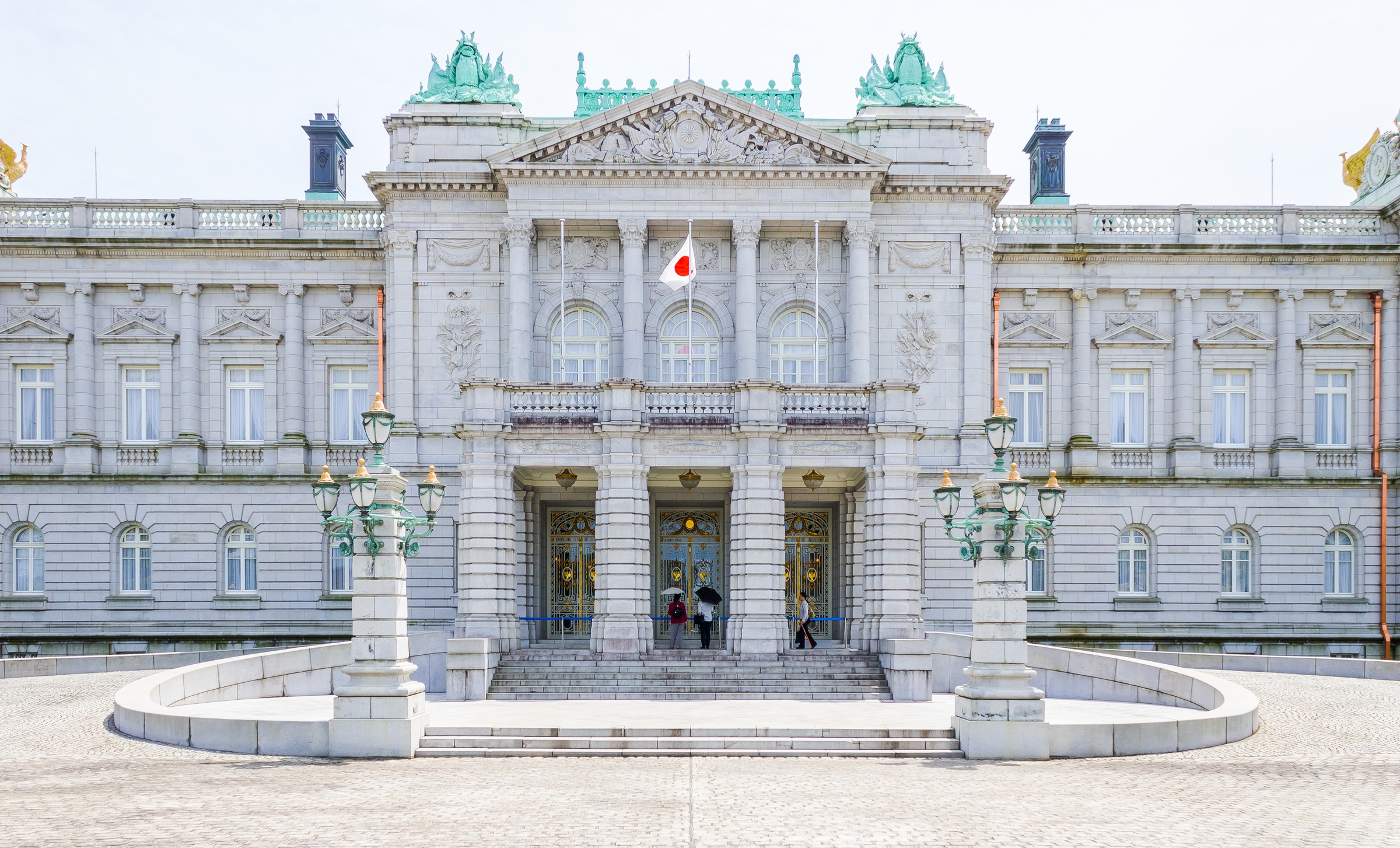
迎賓館赤坂離宮的主入口
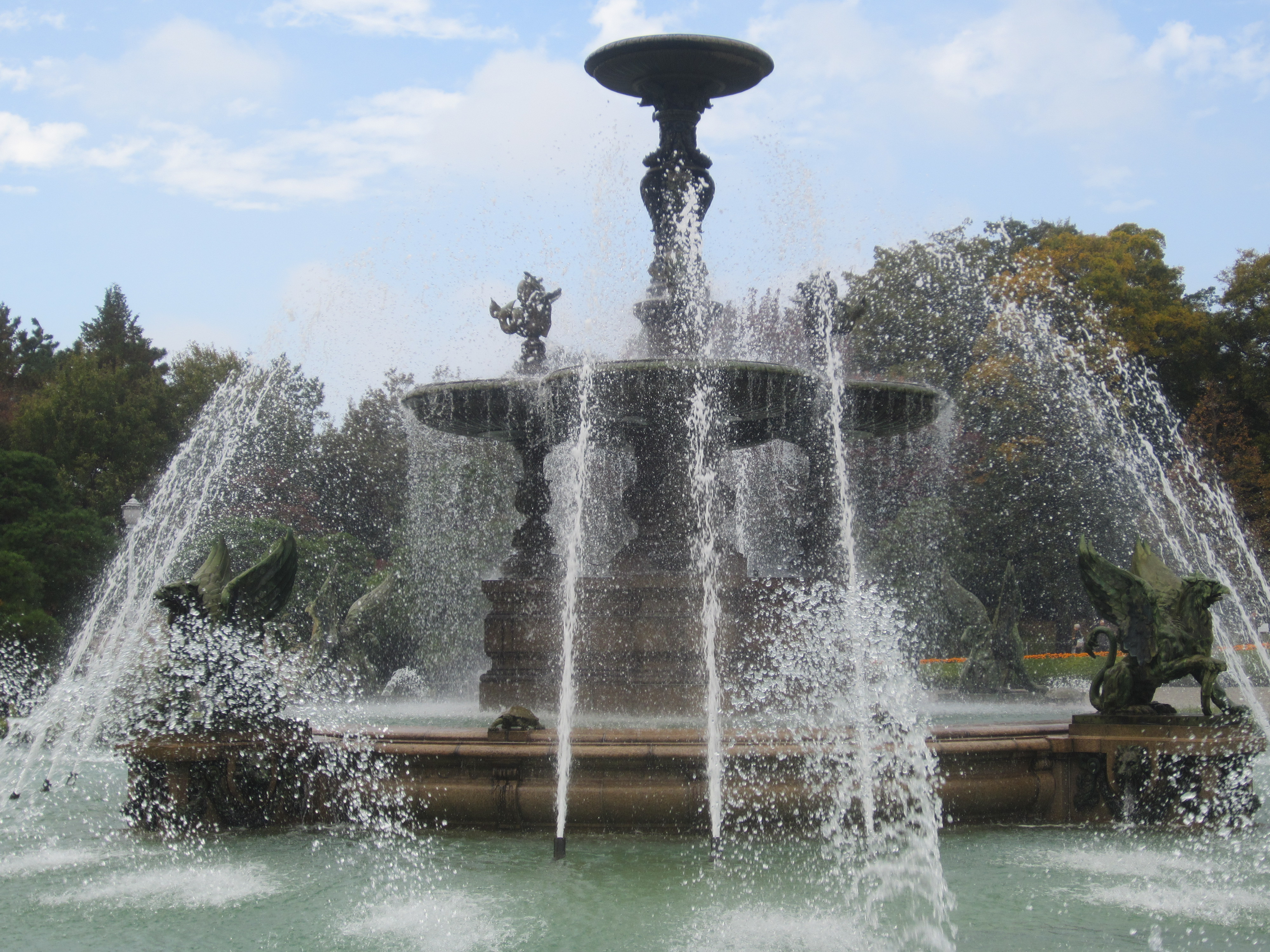
噴泉

### 內部空間
彩鸞間
該房間面積約160平方公尺，作為前廳，先行迎賓，接待國賓、官賓赴宴、條約、協定簽字儀式、國賓會見等用處使用，房間的名字來源於灰色大理石壁爐兩側的鏡子上方，和兩側的大鏡子上方一隻名為「鸞」的假想鳥類金色浮雕。其房間內部採用帝政风格設計，並在白色的天花板和牆壁裝飾著鍍金的石膏浮雕。牆壁上設置的10面鏡子，則讓房間看起來更寬敞。
花鳥間
該房間面積約330平方公尺。主要舉行國宴和公務宴請，最多可容納130人的餐廳空間。房間的名字來源於天花板上的36幅畫作：所放置至欄間的戈布林編織上，由渡邊省亭原畫、濤川惣助作的「七宝花鳥圖三十額」。其房間內部採用亨利二世風格設計，牆壁覆蓋著深棕色的鹽地木，營造出一種莊嚴的氛圍。 

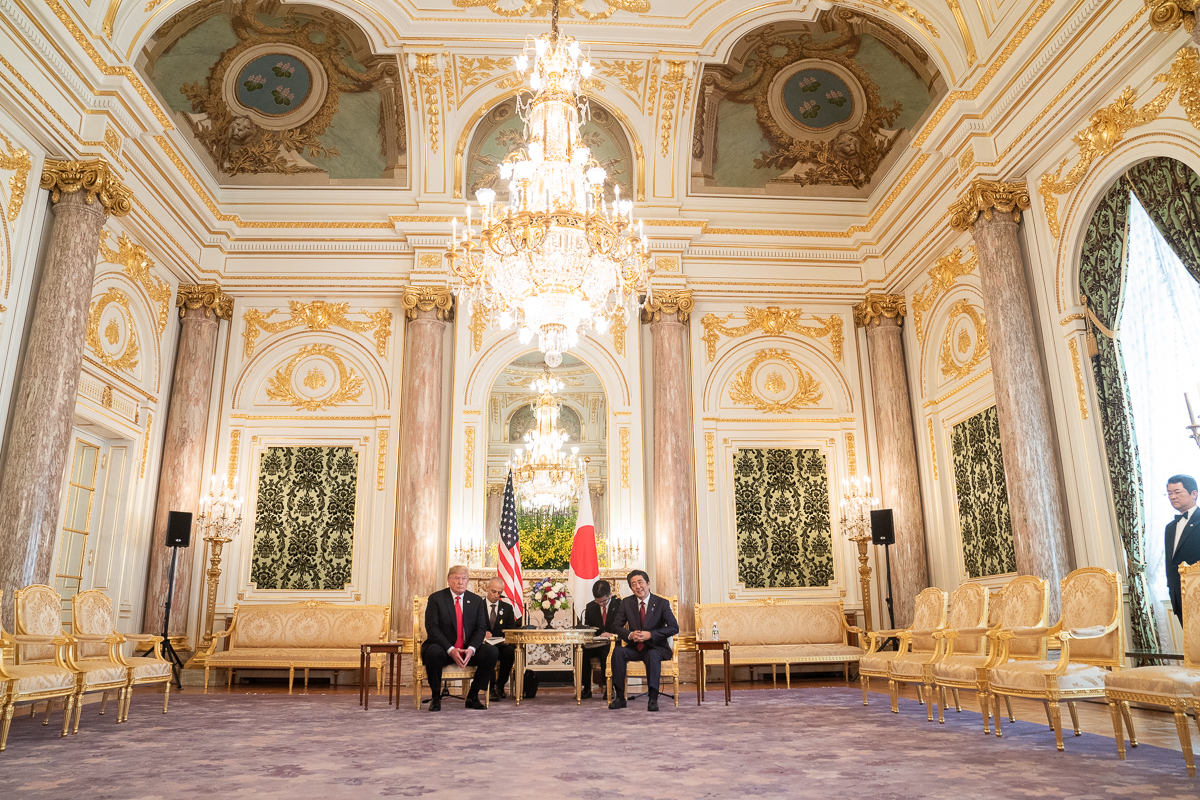
朝日間
該房間面積約200平方公尺，作為國家和官方的沙龍廳，並在這裡舉行表敬訪問和首腦會議等活動使用，房間的名字來源於於天花板上的一幅畫，描繪了一位女神駕著雙輪戰車，身後是初升太陽的情景。天花板為一個大橢圓形，長軸為8.26公尺 ，短軸為5.15公尺。室內風格為古典樣式，牆壁內襯著京都西陣的金華山紡織品。
羽衣間
該房間面積約330平方公尺，是下雨時舉行先行迎賓，接待國賓的地方，也是在晚宴上為客人提供開胃酒和餐後飲品的場所。房間的名字來源於天花板上300平方公尺的弧形壁畫，描繪了能歌《羽衣傳說》的故事。與朝日間相似，羽衣間整體的空間呈現古典風格。在前面的夾層設有一個管弦樂包廂。這是因為羽衣間原被設計成一個舞廳。該房間它擁有整個赤坂离宫最大的吊燈（7,000個零件，重800公斤）。
東之間
位於大樓二樓東端。它以阿爾罕布拉宮（西班牙）為藍本，採用摩爾風格的蔓藤花紋作為裝飾。該設施過去是吸煙室，現在是候車室。並不對公眾開放。
中央樓梯和二樓大廳
有著大量歐洲大理石的樓梯和大廳。大廳裡裝飾著洋畫家小磯良平的畫作。天皇・皇后經常在此歡迎來訪的客人。

### 和風別館
游心亭（ゆうしんてい）
1974年（昭和49年），由谷口吉郎設計的現代建築。作為宮殿內最主要的和室，設有約47個疊蓆。主要作為「日式待客的設施」，為「國賓和公務客人提供晚宴和茶道」的空間使用。
衛舍
衛士詰所位於正門到本館之間（東西方向）。該建築物為23.3×6.4公尺，並設為地上1層和地下1層，並設有帶石板屋頂的四坡屋頂。目前被指定為國寶。

### 腳註
1. ↑  迎賓館改修工事延長のお知らせ 的存檔，存档日期2015-12-22. 内閣府迎賓館ページ
2. ↑  2019年12月22日中日新聞朝刊サンデー版8面

### 文獻
- 西川誠「戦前の迎賓館」日本歴史746<歴史手帳>、2010年7月

## 外部連結
- 迎賓館 （页面存档备份，存于）
- 内閣府迎賓館赤坂離宮的X（前Twitter）